# سلامت در ارمنستان

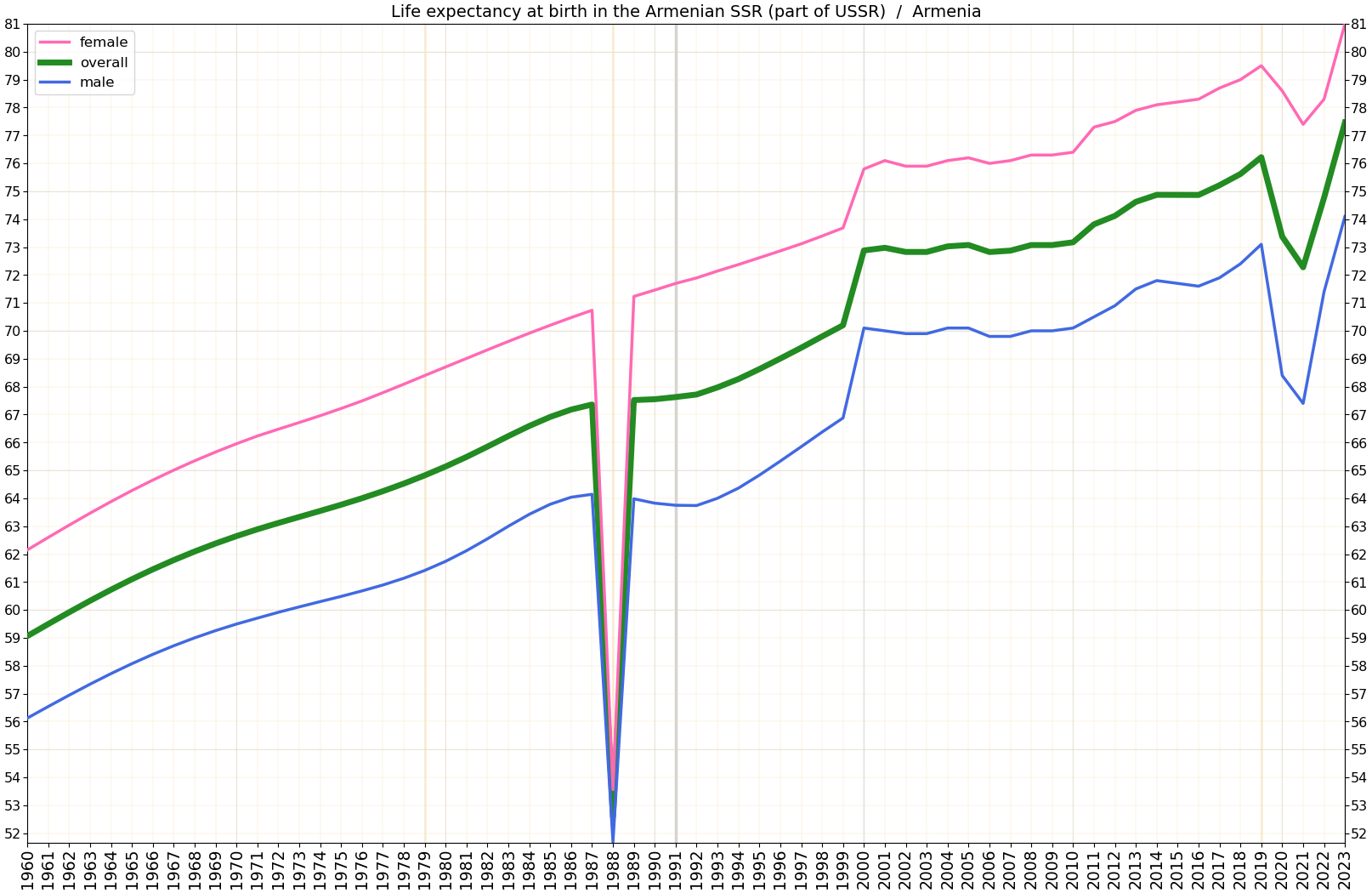
امید به زندگی در بدو تولد در ارمنستان

پس از کاهش قابل توجه در دهه‌های قبل، نرخ تولد  در ارمنستان اندکی از ۱۳٫۰ (به ازای هر ۱۰۰۰ نفر) در سال ۱۹۹۸ به ۱۴٫۲ در سال ۲۰۱۵ افزایش یافت. این بازه زمانی نیز مسیر مشابهی را در نرخ خام مرگ و میر نشان داد که از ۸٫۶ به ۹٫۳ افزایش یافته است. ارمنستان در میان کشورهای پس از فروپاشی اتحاد جماهیر شوروی در سال ۲۰۱۴ با امید به زندگی در بدو تولد با ۷۴٫۸ سال در رتبه چهارم این کشورها قرار دارد.
ابتکار اندازه‌گیری حقوق بشر (Human Rights Measurement Initiative) نشان می‌دهد که ارمنستان ۷۴٫۶٪ از آنچه را که برای حق سلامت با توجه به سطح درآمد خود باید انجام دهد، محقق کرده است. با توجه به حق سلامت کودکان، ارمنستان ۹۷٫۵٪ از انتظارات بر اساس درآمد فعلی خود را برآورده می‌کند. در مورد حق سلامت در میان جمعیت بزرگسال، این کشور ۹۱٫۳٪ از انتظارات را با توجه به سطح درآمد خود محقق می‌کند. اما ارمنستان در زمینه حق سلامت باروری در دسته‌بندی «بسیار بد» قرار می‌گیرد، زیرا تنها ۳۵٫۱٪ از انتظارات بر اساس منابع (درآمد) موجود را برآورده کرده است.

## سیستم بهداشت و درمان و بودجه
در زمان استقلال ارمنستان در سال ۱۹۹۱، هیچ اثری از سنت‌های نظام سلامت پیش از شوروی مشاهده نمی‌شد. نظام سلامت شوروی بسیار متمرکز بود و کل جمعیت بدون توجه به وضعیت اجتماعی خود، از خدمات پزشکی رایگان برخوردار بودند و به طیف گسترده‌ای از خدمات مراقبت‌های ثانویه و ثالثیه دسترسی داشتند. پس از استقلال، ارمنستان قادر به ادامه تأمین مالی این سیستم نبود. پس از اجرای برنامه اصلاحات، تمامی بیمارستان‌ها، پلی‌کلینیک‌ها، واحدهای سلامت روستایی (شامل مراکز سلامت روستایی) و پست‌های بهداشتی از سیستم قبلی به فعالیت خود ادامه دادند. بیمارستان‌هایی که پیش‌تر به اداره‌های محلی و در نهایت به وزارت بهداشت پاسخگو بودند، اکنون به‌طور مستقل عمل کرده و به‌طور فزاینده‌ای مسئول مدیریت و بودجه خود هستند.
یک بسته مزایای اساسی در سال ۱۹۹۹ تأسیس شد. این خدمات ویژه مراقبت‌های بهداشتی، از جمله دارو، را برای اقشار آسیب‌پذیر مردم، از جمله کودکان، سالمندان و معلولان، افراد فقیر و پرسنل نظامی مجروح ارائه کرد. از سال ۲۰۰۶، خدمات مراقبت‌های بهداشتی اولیه رایگان بوده است. در سال ۲۰۰۹، بیش از نیمی از بودجه ملی سلامت ارمنستان صرف بیمارستان‌ها شد. در سطح جامعه محلی، سیستم سلامت ضعیف بود و در مناطق روستایی اغلب به‌طور کامل وجود نداشت.
بهبودهای گسترده‌ای در خدمات بهداشتی ارمنستان در قرن ۲۱ صورت گرفت که عمدتاً شامل دسترسی آسان‌تر به خدمات بهداشتی و اجرای برنامه «ثبت‌نام آزاد» بود که به ارمنی‌ها اجازه می‌دهد ارائه‌دهنده خدمات بهداشتی خود را آزادانه انتخاب کنند.
هزینه‌های سلامت به‌عنوان درصدی از مخارج دولتی در دوره ۲۰۰۸ تا ۲۰۱۴ چهارمین میزان پایین در میان گروه مشابه بود، اما نسبت به همتایان خود در قفقاز جنوبی عملکرد بهتری داشت. هزینه‌های سلامت به ازای هر نفر (بر اساس برابری قدرت خرید با دلار ثابت سال ۲۰۰۵) تقریباً به‌طور مداوم در سال‌های ۱۹۹۹ تا ۲۰۱۴ پنجمین مقدار پایین در این گروه بود. هزینه‌های مستقیم سلامت از جیب افراد در سال‌های ۲۰۰۳ تا ۲۰۰۶ و ۲۰۱۰ تا ۲۰۱۴ چهارمین میزان بالا در این گروه را داشت. در سال ۲۰۱۴، ۴٫۳٪ از هزینه‌های سلامت از منابع خارجی تأمین شد.
در سال ۲۰۱۵، هزینه‌های جاری سلامت به‌عنوان درصدی از تولید ناخالص داخلی به ۱۰٫۱٪ رسید، در حالی که ۸۱٫۶٪ از کل هزینه‌های سلامت به‌صورت مستقیم از جیب افراد پرداخت شد. هر دو رقم از زمان در دسترس بودن داده‌ها از سال ۲۰۰۰، رکورد بالایی را ثبت کردند.
شهروندان ارمنستانی که از بسته مزایای پایه برخوردار هستند، بدون نیاز به پرداخت هزینه یا خدمات یارانه ای، پوشش کاملی را دریافت می‌کنند و دولت بخشی از هزینه‌ها را پرداخت می‌کند، اما شهروندان موظف به پرداخت مابقی هزینه هستند. اکثر خدمات بهداشتی کاملاً خصوصی هستند و شهروندان مسئولیت کامل پرداخت را دارند. در سال ۲۰۱۹، مراقبت‌های بهداشتی برای همه شهروندان زیر ۱۸ سال رایگان شد. همچنین تعداد افرادی که تحت بسته مزایای پایه خدمات درمانی رایگان یا یارانه ای دریافت می‌کنند و همچنین تعداد خدمات ارائه شده در این برنامه افزایش یافت.
در سال ۲۰۲۳، دولت ارمنستان طرحی را برای معرفی تدریجی مراقبت‌های بهداشتی همگانی تصویب کرد. بر اساس این طرح، پوشش سلامت به صورت مرحله‌ای گسترش می‌یابد تا زمانی که کل جمعیت در سال ۲۰۲۷ بیمه شوند

## فساد در نظام سلامت
از زمان استقلال، سیستم بهداشت ملی ارمنستان به دلیل فساد گسترده در بین پزشکان و سایر کارکنان بیمارستان با انتقاداتی مواجه شد. به دلیل کاهش بودجه عمومی پس از فروپاشی اقتصادی دهه ۱۹۹۰، بسیاری از کارمندان مجبور به گرفتن رشوه و سوء استفاده از موقعیت قدرت خود در محل کار خود برای امرار معاش شدند. این مشکل تا امروز همچنان پابرجاست و یکی از دغدغه‌های اصلی منتخبان است.

## بیماری‌های خاص

### اچ‌آی‌وی
ارمنستان که گواهینامه سازمان جهانی بهداشت (WHO) را دریافت کرده است، اولین کشور در منطقه اروپا بود که موفق به حذف انتقال ویروس اچ‌آی‌وی از مادر به کودک شد. تا اکتبر ۲۰۱۷، این کشور یکی از ۱۰ کشور جهان (که هفت تای آن‌ها جزیره هستند) بود که این موفقیت را به دست آورد. در سال ۲۰۱۰، شیوع HIV در بین بزرگسالان ۱۵ تا ۴۹ ساله ۰٫۲ درصد برآورد شد.

### فلج اطفال
از سال ۲۰۰۲ که داده‌ها در دسترس قرار گرفته‌اند، هیچ موردی از بیماری فلج اطفال (پولیومیلیت) در ارمنستان ثبت نشده است.

### مالاریا
از سال ۲۰۰۶ هیچ مورد جدیدی از مالاریا مشاهده نشد

## یادداشت
1. ↑  Crude rates are not age-adjusted.